# Jehanabad
Jehanabad est une ville indienne située dans le district de Jehanabad dans l'État du Bihar. En 2011, sa population était de 103 202 habitants.